# Fabrizio Fontana (comico)
Fabrizio Fontana (Milano, 4 luglio 1970) è un comico, cabarettista e personaggio televisivo italiano.

## Biografia
A seguito della laurea magistrale alla Facoltà di Economia e Commercio della Luigi Bocconi di Milano decise di intraprendere la strada dello show-business. Frequenta i corsi della scuola teatrale milanese Quelli di Grock, fondata da Maurizio Nichetti.
Fece il suo esordio nel 1997 assieme a Paolo Rossi nel programma di Italia 1 Scatafascio, lavorando poi in Paperissima Sprint su Canale 5 nel 1999 e Le Iene su Italia 1 nel 2000.
È noto per aver fatto parte del famoso programma televisivo Zelig Circus a partire dal 2000 nel suo personaggio più famoso, James Tont, parodia di James Bond, e in quelli del concorrente di quiz Gian Maria Fontana che "le sa... tutte!" e DJ Elia. Inizialmente nel programma faceva una parodia de La ruota della fortuna. Ha fatto qualche servizio anche come Iena. Dal 2008 è anche ospite fisso di Quelli che il calcio. Dall'11 febbraio 2014 entra a far parte del cast di Striscia la notizia nei panni di Capitan Ventosa sostituendo il comico Marco Della Noce, il quale a sua volta aveva ereditato il ruolo da Luca Cassol.

## Libri
- Le avventure di James Tont, Mondadori, 2001
- Tont le sa tutte!, Mondadori, 2003
- James Tont licenza di ridere, Kowalski, 2004

## Spettacoli di cabaret
- Troppo vero
- Siamo tutti bambini
- Non solo Tont
- Palco Doppiopalco & Contropalcotto
- Capitan Ventosa ... le sa tutte